# 扶桑町立扶桑東小学校
扶桑町立扶桑東小学校（ふそうちょうりつ ふそうひがししょうがっこう）は、愛知県丹羽郡扶桑町にある公立の小学校。

## 校区
- 扶桑町東部（南新田、高雄住宅、南定松、北定松、福塚、平塚、公団住宅）が校区である。公立中学校に進学する場合は、扶桑町立扶桑中学校（福塚のみ扶桑町立扶桑北中学校）に進学する。

## 沿革
- 1979年（昭和54年）
  - 4月1日 - 開校[1]。
  - 7月 - 大プールが完成する。
- 1981年（昭和56年）2月 - 体育館が完成する。
- 1982年（昭和57年）4月 - 扶桑町立扶桑北中学校が開校し、扶桑東小学校校区の一部（福塚）は扶桑北中学校への進学となる。
- 1984年（昭和59年）6月 - 中プールが完成する。
- 2005年（平成17年）4月 - 3学期制から2学期制に変更する。

## 交通アクセス
- 名鉄犬山線扶桑駅下車、徒歩約10分。

## 周辺施設
- 愛知県立丹羽高等学校
- 扶桑町立扶桑中学校
- 扶桑町役場
- 扶桑駅